# Reichswehr
Reichswehr (nemško »Državna obramba«) je bil naziv za nemške oborožene sile od 1919 do 1935, ko je bil preimenovan v Wehrmacht.

## Zgodovina Reichswehra
Ob koncu prve svetovne vojne so se sile Nemškega cesarstva večinoma razdrle, možje so si utirali svojo pot domov bodisi sami ali pa v manjših skupinah. Mnogo izmed njih se je pridružilo Freikorpsu (»Svobodni korpusi«), zbiranju prostovoljnih paravojaških enot, ki so bile vpletene v revolucijo in mejne spopade med 1918 in 1923.
Novoustanovljena Weimarska republika je potrebovala vojsko in tako so 6. marca 1919 z odlokom ustanovili Vorläufige Reichswehr (»Začasna narodna obramba«), ki je bila sestavljena iz Vorläufige Reichsheer (»Začasna narodna vojska«) in Vorläufige Reichsmarine (»Začasna narodna mornarica«). Sprva jo je sestavljalo okrog 400.000 pripadnikov.
Dne 30. septembra 1919 se je vojska reorganizirala kot Übergangsheer (»Prehodna vojska«). To je trajalo do 1. januarja 1921, ko je bil Reichswehr uradno ustanovljen v skladu z omejitvami, ki jih je nalagala versajska mirovna pogodba.
Reichswehr je bila enotna organizacija, ki jo je sestavljalo sledeče:
- Reichsheer, vojska sestavljena iz dveh skupin:
  - 7 pehotnih divizij
  - 3 konjeniške divizije
- Reichsmarine, omejena mornarica s peščico ladij

Reichswehr je bil omejen na stalno vojsko 100.000 moških in mornarico z 15.000 mož. Oblikovanje splošnega osebja je bilo prepovedano. Težko orožje, kot na primer topništvo nad kalibrom 105 mm (za mornariške puške nad 205 mm), oklepna vozila, podmornice in kapitalne ladje so bile prepovedane, kot tudi letala vseh vrst. Skladnost s temi omejitvami je upravljala Zavezniška komisija za nadzor do leta 1927.